# When the Phone Rings
When the Phone Rings (지금 거신 전화는 Jigeum geosin jeonhwaneun) ist eine südkoreanische Fernsehserie mit Yoo Yeon-seok, Chae Soo-bin, Heo Nam-joon und Jang Gyu-ri.

## Besetzung

### Hauptdarsteller
- Yoo Yeon-seok als Baek Sa-eon[1]
- Chae Soo-bin als Hong Hee-joo / Na Hee-joo[1]
- Heo Nam-jun als Ji Sang-woo[2]
- Jang Gyu-ri als Na Yu-ri[2]

### Nebendarsteller
- Choi Kwang-il als Hong Il-kyung[3]
- Ko Sang-ho als Jang Hyuk-jin[4]
- Choi Woo-jin als Park Do-jae[5]
- Jung Ji-hwan als Jeong Won-bin[6]
- Yang Jo-ah als Han Jin-yi[7]
- Chu Sang-mi als Shim Kyu-jin
- Yu Seong-ju als Baek Ui-yong
- Jeong Dong-hwan als Baek Jang-ho
- Park Won-sang als Na Jin-chul
- Han Ja-yi als Hong In-ah

## Einschaltquoten
| Folge        | Ausstrahlungsdatum | Einschaltquote | Einschaltquote |
| Folge        | Ausstrahlungsdatum | Nielsen Korea  | Nielsen Korea  |
| Folge        | Ausstrahlungsdatum | landesweit     | Seoul          |
| ------------ | ------------------ | -------------- | -------------- |
| 1            | 22. November 2024  | 5,5 %          | 5,4 %          |
| 2            | 23. November 2024  | 4,7 %          | 4,8 %          |
| 3            | 29. November 2024  | 6,0 %          | 5,6 %          |
| 4            | 30. November 2024  | 5,7 %          | 6,0 %          |
| 5            | 13. Dezember 2024  | 5,9 %          | 5,3 %          |
| 6            | 14. Dezember 2024  | 6,9 %          | 6,4 %          |
| 7            | 20. Dezember 2024  | 6,0 %          | 5,1 %          |
| 8            | 21. Dezember 2024  | 7,0 %          | 6,8 %          |
| 9            | 27. Dezember 2024  | 6,4 %          | 6,0 %          |
| 10           | 28. Dezember 2024  | 7,5 %          | 7,4 %          |
| 11           | 3. Januar 2025     | 8,3 %          | 8,8 %          |
| 12           | 4. Januar 2025     | 8,6 %          | 8,5 %          |
| Durchschnitt | Durchschnitt       | 6,542 %        | 6,342 %        |